# ヴィトリー＝シュル＝セーヌ
ヴィトリー＝シュル＝セーヌ （Vitry-sur-Seine）は、フランス、イル＝ド＝フランス地域圏、ヴァル＝ド＝マルヌ県の都市。

## 地理

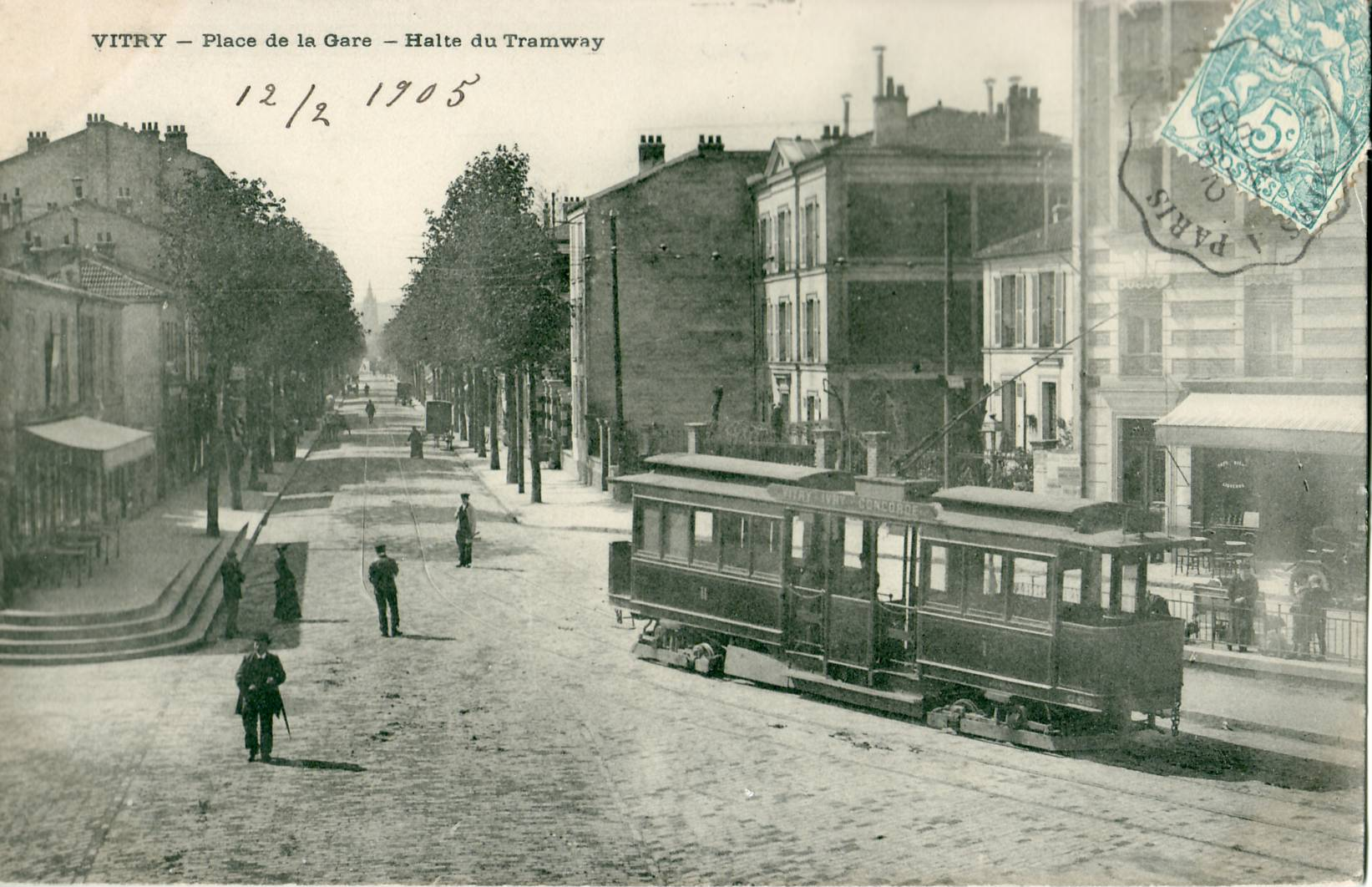
1905年当時のヴィトリーの駅前広場

市全体が丘陵地帯である。18世紀までは、ブドウ畑が丘陵を覆っていた。

## 歴史
Vitryとはガロ＝ローマ語に由来する。ローマがルテティアを征服した時代、Victoriusにちなんで Victorium Vitriacumと土地が名づけられた。14世紀終わりにはヴィトリー＝プレ＝パリ（Vitry près Paris）と呼ばれた。17世紀のヴィトリーはもっぱら樹木の育種、ライラックの温室で知られており、余暇を過ごす最適の土地とされていた。
1925年、ヴィトリーは共産主義の町として知られていた。
普仏戦争、第一次世界大戦ではヴィトリー市民に死者が出た。第二次世界大戦においても、抵抗運動に参加したとされた422人が殺害された。
1970年代、ヴィトリーでの政策は、多くのコミューンが遭遇したような社会問題で危機を迎えた。人口の多くを占める移民たちは、高い割合で共産主義を支持していたためである。
2001年12月26日、ヴィトリーの若者がヌイイ＝シュル＝マルヌの銀行で強盗をしようとして殺害された事件が起きた。この後5日間にわたって若者たちと警察の間に抗争が起き、60台以上の車が炎上した。

### 団地
戦後は町の近代化に専念し、古い地区は住宅団地に置き換えられた。
工業団地の設置は人口増加につながった。
1901年に8900人程度であった人口は、1986年に86,000人を超えた。

## 交通
- 鉄道 - RER C線

## 姉妹都市
- バーンリー、イギリス
- クラドノ、チェコ
- マイセン、ドイツ

## 著名な出身者
- ジミー・ブリアン - サッカー選手
- ジミー・ケベ - サッカー選手
- セドリック・バカンブ - サッカー選手
- ヤシン・アドリ - サッカー選手
- ダヴィド・フロリヴァル - サッカー選手